# Bertebos stiftelse
Bertebos stiftelse instiftades 1994 av Olof och Brita Stenström. Den har till ändamål att främja undervisning och vetenskaplig forskning inom livsmedelssektorn. 
Namnet är en sammansättning av platsen Berte, där Berte Qvarn ligger, och initialerna från förnamnen Brita och Olof och efternamnet Stenström. Bertebos Stiftelse är delägare i Bertegruppen med 30 procent. I Bertegruppen ingår också företagen Sia Glass, Berte Qvarn och Berte Gård samt Berte museum.
Stiftelsen har instiftat två Bertebos Pris.
Bertebos Prize, som delas ut i samverkan med Kungliga Skogs- och Lantbruksakademien, instiftades 1996 av makarna Brita och Olof Stenström. Priset är på 400 000 kr och delas ut ”för väl meriterad, banbrytande utvecklingsmetod, som berör livsmedel, jordbruk, djurhälsa eller ekologi”.
Sedan 2008 delar stiftelsen årligen även ut ett pris på 50 000 kr i samverkan med Hallands Akademi. Priset ska gå till” den/de som aktivt arbetar med områden som berör Halländsk matkultur och/eller gröna näringar, som är av betydelse för Hallands framtid”.